# امپراتوری مقدس روم
امپراتوری مقدّس روم (به لاتین: Sacrum Imperium Romanum، به آلمانی: Heiliges Römisches Reich) مجموعه‌ای از قلمروهای چند ملیتی(بیشتر آلمانی تبار)بود که از اوایل قرون وسطی تا برچیدنش در سال ۱۸۰۶ میلادی در جریان جنگ‌های ناپلئونی، بر بخش‌هایی از اروپای مرکزی و اروپای غربی فرمان راند. این امپراتوری از قلمروهای مختلف مانند پادشاهی‌ها، شاهزاده‌نشین‌ها و شهرهای آزاد تشکیل شده بود، که بزرگ‌ترین آن‌ها پس از ۹۶۲ میلادی، پادشاهی آلمان بود. این امپراتوری شامل چندین پادشاهی کوچک و بزرگ دیگر نظیر پادشاهی بوهم، پادشاهی ایتالیا، بورگوندی نیز می‌شد.
در بیست و پنجم دسامبر ۸۰۰ میلادی، پاپ لئون سوم، پادشاه فرانک‌ها، شارلمانی را «امپراتور مقدس روم» نامید و تاج بر سر او گذاشت. بدین ترتیب، سه قرن پس از سقوط امپراتوری روم غربی، این عنوان در غرب اروپا دوباره زنده شد. پس از شارلمانی به صورت پراکنده چندین نفر خود را امپراتور خواندند تا این‌که در سال ۹۶۲ میلادی، اتوی یکم به عنوان امپراتور تاج بر سر نهاد و خود را وارث شارلمانی نامید. پس از آن، به مدت هشت قرن و تا انقراض این امپراتوری، جانشینان او خود را امپراتور خواندند. در میان تاریخ‌نگاران، در رابطه با آغاز امپراتوری اختلاف است. برخی تاج‌گذاری شارلمانی را به عنوان آغاز امپراتوری در نظر می‌گیرند، درحالی که سایرین اتوی یکم را بنیان‌گذار امپراتوری مقدس روم می‌دانند.
عنوان «امپراتوری مقدس روم» تا سده سیزدهم میلادی برای اشاره به این امپراتوری به کار نمی‌رفت، با این حال از آغاز امپراتوری، فرمانروای این دولت خود را جانشین امپراتوران باستانی روم غربی می‌دانست. امپراتور مقدس روم معمولاً و به صورت سنتی به وسیله انتخابات برگزیده می‌شد، گرچه معمولاً خاندان‌های سلطنتی و سلسله‌های پادشاهی این انتخابات را تحت کنترل خود داشتند. شاهزادگان انتخاب‌گر آلمانی (شاهزادگانی که بر شاهزاده‌نشین‌های درون امپراتوری فرمان می‌راندند و برای انتخاب امپراتور حق رأی داشتند) معمولاً یکی از خودشان را به عنوان «پادشاه رومیان» یا 
«پادشاه رومن‌ها» انتخاب می‌کردند و در برخی موارد، امپراتور تاج خود را از دست پاپ دریافت می‌کرد. با این حال پس از قرن شانزدهم این سنت ادامه پیدا نکرد.
امپراتوری مقدس روم هرگز نتوانست به یک ثبات سیاسی و قدرتِ مرکزی مقتدر دست پیدا کند. در عوض، امپراتوری توسط صدها زیرواحد سیاسی مختلف اداره می‌شد: پادشاهی‌ها، شاهزاده‌نشین‌ها، دوک‌نشین‌ها، شاهزاده-اسقف‌نشین‌ها، شهرهای آزاد و موارد دیگر. قدرت امپراتورِ مقدس روم محدود بود و درحالی که شاهزادگان، لردها، شهرهای آزاد و سایرین خود را دست‌نشانده امپراتور می‌خواندند، درون مرزهای قلمروی خود که بخشی از امپراتوری مقدس روم بود، تا حد بسیار زیادی مستقل عمل می‌کردند.
توسعه و شکوفایی امپراتوری
در دوره پس از اتوی یکم، امپراتوری مقدس روم نقش مهمی در سیاست‌های اروپای قرون وسطی ایفا کرد. امپراتوری شامل مناطق وسیعی از اروپای مرکزی بود که امروزه شامل کشورهای آلمان، اتریش، سوئیس، بلژیک، هلند، جمهوری چک، لهستان و بخش‌هایی از فرانسه و ایتالیا می‌شود. این گستردگی جغرافیایی باعث شد تا امپراتوری نقشی حیاتی در تعاملات سیاسی و نظامی اروپا داشته باشد.
یکی از مهم‌ترین امپراتوران مقدس روم، فردریش بارباروسا (فردریش اول) بود که از ۱۱۵۵ تا ۱۱۹۰ میلادی حکومت کرد. او تلاش کرد تا قدرت مرکزی امپراتوری را تقویت کند و کنترل بیشتری بر شاهزادگان محلی داشته باشد. با این حال، تلاش‌های او با مقاومت‌های بسیاری مواجه شد و در نهایت به نتایج مطلوب نرسید.
جنگ‌های مذهبی و تأثیرات آن بر امپراتوری
در سده‌های شانزدهم و هفدهم میلادی، امپراتوری مقدس روم تحت تأثیر جنگ‌های مذهبی قرار گرفت. جنگ سی‌ساله (۱۶۱۸-۱۶۴۸) یکی از مهم‌ترین و ویرانگرترین جنگ‌های این دوره بود که به دلیل اختلافات مذهبی بین پروتستان‌ها و کاتولیک‌ها آغاز شد. این جنگ باعث تضعیف شدید امپراتوری شد و در نهایت با معاهده وستفالی پایان یافت که به استقلال بیشتر شاهزادگان و ایالات مختلف منجر شد.
تغییرات ساختاری و سیاسی
در قرن هجدهم، امپراتوری مقدس روم با چالش‌های جدیدی مواجه شد. رقابت‌های داخلی و فشارهای خارجی باعث شد تا قدرت امپراتوران به طور فزاینده‌ای محدود شود. در این دوره، امپراتوری به یک اتحادیه سیاسی شل تبدیل شد که از واحدهای سیاسی مستقل تشکیل شده بود.
پایان امپراتوری
در آغاز قرن نوزدهم، امپراتوری مقدس روم با فشارهای ناشی از انقلاب فرانسه و جنگ‌های ناپلئونی مواجه شد. ناپلئون بوناپارت، امپراتور فرانسه، با ایجاد کنفدراسیون راین و تضعیف قدرت امپراتوری، به فروپاشی نهایی آن کمک کرد. در ششم اوت ۱۸۰۶، فرانتس دوم، آخرین امپراتور مقدس روم، با انحلال رسمی امپراتوری مقدس روم و اعلام خود به عنوان امپراتور اتریش، به دوره هزار ساله امپراتوری پایان داد.
تأثیرات امپراتوری مقدس روم بر تاریخ اروپا
امپراتوری مقدس روم به عنوان یکی از مهم‌ترین نهادهای سیاسی و مذهبی اروپا، تأثیرات عمیقی بر تاریخ این قاره داشت. این امپراتوری با ایجاد یک نظام سیاسی پیچیده و تنوع فرهنگی گسترده، پایه‌گذار بسیاری از تحولات سیاسی، اجتماعی و فرهنگی در اروپا شد. همچنین، ارتباطات بین شاهزادگان و پادشاهان مختلف و تعاملات سیاسی آن‌ها با امپراتور، به شکل‌گیری مفهوم دولت-ملت و توسعه نظام‌های سیاسی مدرن کمک کرد.
تاریخ امپراتوری مقدس روم پر از پیچیدگی‌ها و تحولات مهمی است که تأثیرات آن‌ها همچنان در تاریخ و فرهنگ اروپا قابل مشاهده است. از دوره‌های شکوفایی و قدرت‌گیری تا جنگ‌های داخلی و انحلال نهایی، امپراتوری مقدس روم نقش کلیدی در شکل‌دهی به سیاست‌ها و نظام‌های اجتماعی و فرهنگی اروپا ایفا کرد.
با پایان یافتن امپراتوری مقدس روم، دوره‌ای جدید در تاریخ اروپا آغاز شد که به تدریج منجر به تشکیل کشورهای مدرن و تحول در نظام‌های سیاسی و اجتماعی قاره اروپا شد. امپراتوری مقدس روم، با تمام چالش‌ها و دستاوردهای خود، به عنوان یکی از مهم‌ترین نهادهای تاریخ اروپا باقی خواهد ماند.

## نام
در بسیاری از زبان‌های اروپا، نام امپراتوری ترجمه‌ای از نام لاتین آن (Sacrum Imperium Romanum) بود. هرچند، تا پیش از ۱۱۵۷، بسیار کم از نام «امپراتوری روم» برای اشاره به این دولت استفاده می‌شد. واژه مقدس (که در اینجا معنای «وقف شده» می‌دهد) نخستین بار پس از استفاده از عنوان «امپراتوری مقدس» توسط فردریک بارباروسای یکم که به دنبال این بود تا ایتالیا و ایالت‌های پاپی را ضمیمه امپراتوری کند، باب شد. نخستین استفاده از عنوان «امپراتوری مقدس روم» به سال ۱۲۵۴ بازمی‌گردد.
پس از فرمان کلن در سال ۱۵۱۲، نام امپراتوری به «امپراتوری مقدس رومِ ملت آلمان» (به آلمانی: Heiliges Römisches Reich Deutscher Nation) تغییر پیدا کرد. این عنوان چند سال پیش، در ۱۴۷۴، نخستین بار در یکی از اسناد درباری به کار رفته بود. استفاده از این عنوان دو دلیل داشت: نخست اینکه امپراتوری بخش‌های بزرگی از قلمروهای ایتالیایی و بورگونی خود را از دست داده بود و دوم اینکه پس از اصلاحاتی که در اداره دولت به وجود آمده بود، نقش قلمروهای آلمانی افزایش پیدا کرده بود. با این حال، این نام هرگز رایج نشد و استفاده از همان نام سابق رواج بیشتری داشت. هرمان ویسرت می‌گوید تنها حدود سی بار از عنوان «امپراتوری مقدس روم ملت آلمان» در اسناد رسمی استفاده شده‌است.
ولتر، فیلسوف فرانسوی درباره نام این امپراتوری عنوان کرد:
این بدنه‌ای که خود را «امپراتوری مقدس روم» می‌نامد، نه امپراتوری است، نه مقدس است و نه رومی.

## تشکیل
با تاجگذاری شارلمانی به عنوان امپراتور توسط پاپ لئو سوم، وی مدعی جانشینی امپراتوری روم شد. سعی شارلمانی برای به ابرقدرت رساندن امپراتوری فرانک در کنار خلافت اسلامی و امپراتوری روم شرقی تنها در زمان سلطنت او موفق بود. با مرگ وی و بعدها تقسیم امپراتوری بین نوادگانش، کلیسا سعی کرد به خاطر علائق مشترک سیاسی، امپراتوری را متحد نگه دارد. با این وجود سیستم تجزیه پیشروی کرد و بالاخره امپراتوریِ فرانکها به دو قسمت مجزای فرانک غربی (فرانسه امروزی) و فرانک شرقی (آلمان امروزی) تقسیم شد. لقب امپراتور ولی با فرانکِ شرقی باقی‌ماند، هنگامی که اتو یکم سال ۹۶۲ در حین لشکرکشی به ایتالیا در رم تاجگذاری کرد.
با تاجگذاری اتو، بر این عادت شد که پادشاهان فرانک شرقی خود را به عنوان امپراتور تاجگذاری کنند. به این ترتیب با گذشتِ زمان فرانکِ شرقی به عنوان جانشین امپراتوری روم شناخته شد و به این سبب که برعکس رومِ باستان مسیحی بود، به آن لقب مقدس داده شد. پسوند ملت آلمان که به فریدریش یکم برمی‌گردد هم با پایان قرون وسطی رسمی شد.

## قرون وسطی
در سده‌های میانه نظام اداری امپراتوری به‌کلی در حال تغییر بود. حتی در فرانک شرقی رایج بود که در تقسیمات کشوری از واحدهای بزرگ‌تری برای اداره سیاسی استفاده شود. این واحدهای جدید، دوک‌نشین نام داشتند. دوک‌نشین‌ها واحدهای نسبتاً بسته‌ای بودند و اختیارات خاص خود را داشتند و همچنین بارها بر ضد قدرت امپراتور به مبارزه برمی‌خواستند. در اوج قرون وسطی یعنی حدود قرن ۱۱، امپراتوری تقریباً ۸۰۰٬۰۰۰–۹۰۰٬۰۰۰ کیلومتر مربع مساحت و حدود ۸–۱۰ میلیون جمعیت داشت که البته با پایان اوج این قرون یعنی اواخر سده ۱۳ این تعداد به ۱۲ تا ۱۴ میلیون نفر رسید.

## نظام

عقاب دوسر، نشان امپراتوری مقدس روم

امپراتوری مقدس روم جانشین امپراتوری فرانک خاوری بود. این امپراتوری شامل تمام مناطق آلمانی‌زبان می‌شد و بیشتر امپراتوران و پادشاهان آن از خانواده‌های نجیب‌زاده آلمانی بودند ولی هیچگاه به یک کشورِ ملی مانند انگلستان یا فرانسه تبدیل نشد و از لحاظ ایدئولوژی نیز هیچ‌وقت کشور به حساب نمی‌آمد. این امپراتوری اصالتاً بیشتر از امارت‌ها و دوک‌نشینهای خودمختار تشکیل می‌شد که امپراتور را به عنوان فرمانروای خود قبول می‌داشتند.
این امپراتوری دارای مجلس (دیت امپراتوری)، دادگاه عالی، شورای دربار و در زمان جنگ یک ارتش تدارک‌دیده بود ولی دولت یا حتی پایتخت به معنای واقعی نداشت.
همبستگی بین اعضا از نیاز به دفاع از رایش در برابر دشمنان خارجی نشات می‌رفت؛ از این رو امپراتوری عثمانی و فرانسه نقش کلیدی در یکپارچگی رایش داشتند. این موضوع گاهی به عنوان مظهر قدرتمندی از ملی‌گرایی دیده می‌شود.

## مذهب و رابطه با کلیسا
امپراتور مقدس روم خود را مدافع اصلی کلیسای کاتولیک و بالاتر از آن مدافع تمامی مسیحیت می‌دانست. از همین رو در این زمینه رقیبی بزرگ‌تر از پاپ نداشت. درگیری بین این دو قدرت بین سده‌های یازدهم و سیزدهم میلادی رو به فزونی گذاشت. در آغاز سده چهاردهم با انتقال مقر پاپ به اوینیون و قرار گرفتن کلیسا زیر نفوذ پادشاه فرانسه، اختلافات صورت دیگری به خود گرفت.

## صلح آوگسبورگ و اصلاحات مذهبی

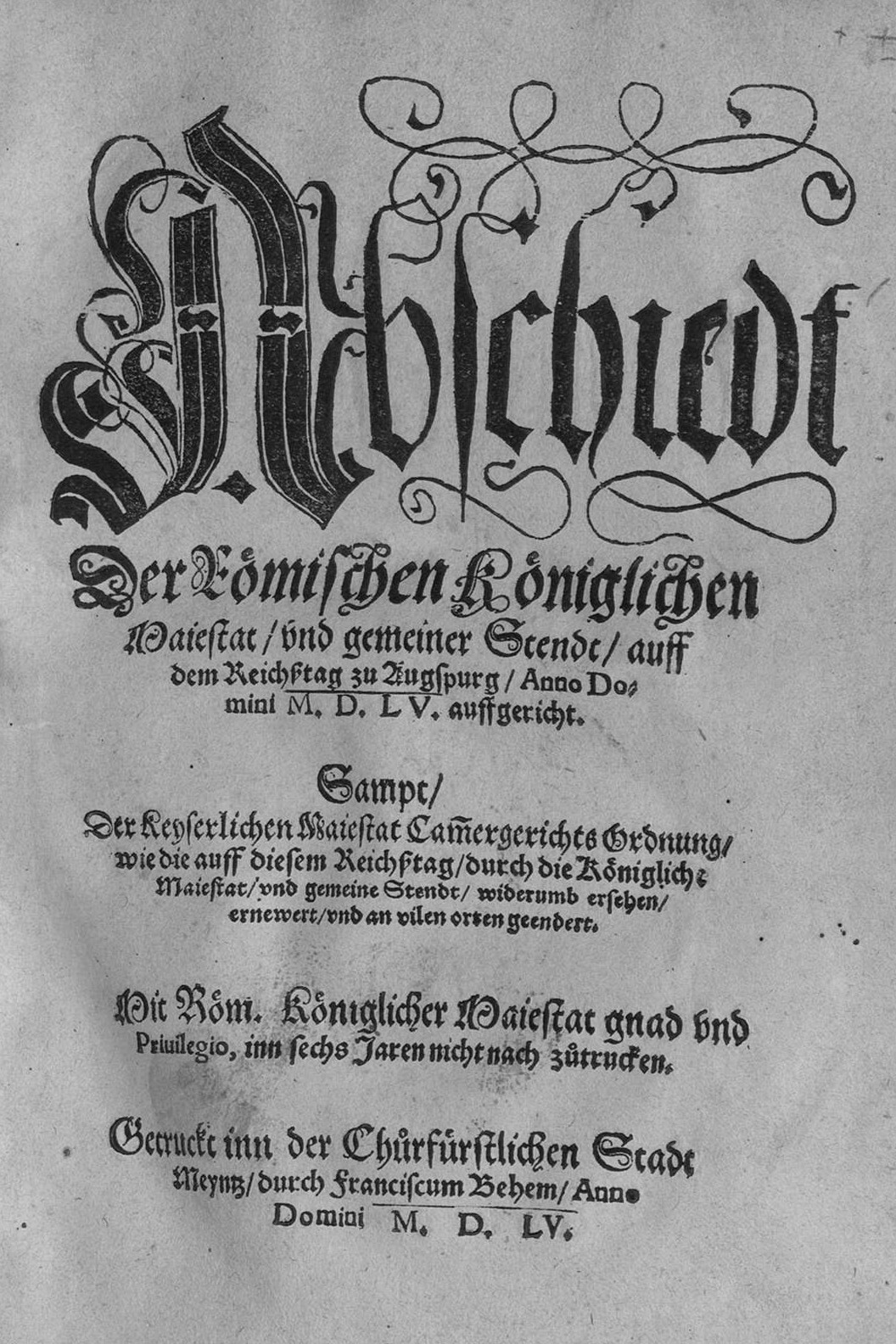
صفحه عنوان چاپ صلح امپراتوری و مذهبی آگسبورگ با رومی‌ها خداحافظی کنید.

صلح مذهبی آوگسبورگ در سال ۱۵۵۵ پروتستانتیسم را بر مبنای تعریف سال ۱۵۳۰ اعتراف‌نامه آوگسبورگ، به عنوان یکی از دو مذهبی که قانوناً امکان عمل به آداب آن ممکن بود، در امپراتوری مقدس روم به رسمیت شناخت. بدین شکل اصل تسامح مذهبی بنیان نهاده شد. به هر صورت، تسامحی که طبق این صلح تعریف شد مشابه مفهوم نوینی که امروزه از آن برای هر یک از آحاد جامعه متصور است، نبود بلکه اساساً این شاهزادگان و حاکمیت‌های درون امپراتوری و نه اتباع آن‌ها، بودند که از آن منتفع گشتند. این اتباع همچنان ناگزیر بودند مطابق تصمیم حاکمانشان، از بین دو مذهب به رسمیت شناخته شده یکی را برگزینند. این مردمان وادار شدند یا مذهب حاکم محلی خود را اتخاذ کنند یا با مجوز قانونی نص پیمان صلح، مهاجرت کنند. در عمل این مهاجرت شکلی از مجازات برای دارندگان عقیده‌ای مغایر حاکمان بود. تنها در تعداد اندکی از شهرهای آزاد امپراتوری صورت واقعی مسامحه پدیدار گشت و هر دو کلیسا، دست کم در سخن، حقوق برابری یافتند.
این صلح موقتاً از به پا شدن جنگ داخلی در امپراتوری در نیمه دوم سده شانزدهم جلوگیری کرد. درگیری‌های نظامی علنی پس از سال ۱۵۵۵ نسبتاً به ندرت در داخل امپراتوری به وقوع می‌پیوست و در صورت وقوع دایره محدودی داشت. شاهزادگان و سایر حاکمان عادت به بردن دعوی نزد دادگاه‌های قانون‌گذاری امپراتوری جهت حل و فصل اختلافات بین خود کردند. با این حال، صلح حاصل‌گشته نتوانست به درستی درگیری‌های مذهبی و سیاسی را که ثبات امپراتوری را مختل می‌کرد، برطرف سازد. مسائل عدیده‌ای همچنان حل‌نشده باقی مانده بود. هر طرف مذهب خود را تنها عقیده راستین تلقی می‌کرد و تعبیر خود را از پیمان آوگسبورگ حاصل نموده بود. صلح مذکور جایگاه لوترن‌ها را تضمین ساخت اما کالوینیست‌ها را نادیده گرفت. به هر صورت هنگام انعقاد صلح هیچ شاهزاده کالوینیستی در امپراتوری وجود نداشت. نشر کالوینیسم و گسترش هر چه بیشتر لوتریانیسم، با مقاومت حاکمان کاتولیک، بنیان‌های صلح را متزلزل کرد. پروتستان‌ها خواهان تأیید مفاد صلح آوگسبورگ در شورای امپراتوری در رگنسبورگ در سال ۱۶۰۸ شدند. با اصرار کاتولیک‌ها بر بازگردانده شدن دارایی‌های کلیسا که توسط پروتستان‌ها تصاحب شده بود، شاهزادگان کالوینیست به رهبری حاکم راین-پالاتینیت شورای امپراتوری را ترک کردند. تلاش مجدد پروتستان‌ها در شورای سال ۱۶۱۳ نیز به جایی نرسد تا شرایط سیاسی و مذهبی امپراتوری و امید جهت دستیابی به یک تفاهم مسالمت‌آمیز در یک بن‌بست قرار گیرد. در این حال کاتولیک‌ها هنوز امید خود را برای بازیابی گونه‌ای از یکپارچگی مذهبی از دست نداده بودند. بدین ترتیب هیچ شورای امپراتوری دیگری تا سال ۱۶۴۰ برگزار نشد.

## دوران جدید
با آغاز قرون جدید، تغییراتی در سیستم حکومتی به وجود آمد، به‌طوری‌که قدرت امپراتور به آهستگی رو به انحطاط گذاشت. بین نخبگان امپراتوری (کسانی که در پارلمان کرسی و حق رأی داشتند، مانند امرا، شوالیه‌ها، دوک‌ها و شهرهای آزاد)، اتحادهای مذهبی ایجاد شد که با یکدیگر بارها به جنگ پرداختند. در اواخر قرن ۱۶، به نخبگان امپراتوری اختیار تعیین مذهب برای مناطق تحت کنترل آن‌ها داده شد که باعث یکسانی مذهبی بیشتر برای منتخبان می‌شد و با یکسانی مذهبی در یک منطقه، راه تجزیه‌طلبیِ آن هموارتر می‌شد. این تغییرات در نقطه اوج خود منجر به جنگ سی‌ساله شد. در همین ادامه امپراتور سعی کرد برای آخرین بار قدرت از دست‌رفته‌اش را دوباره صاحب شود و اتحاد با کلیسا را تشکیل دهد که به موفقیت نرسید. به این ترتیب، امپراتوریِ ازهم‌گسیخته‌ای به وجود آمد که امپراتور در آن تنها نقش تشریفاتی داشت ولی از لحاظ قدرت تنها به عنوان آرشیدوک اتریش و حاکم آرشیدوک‌نشین اتریش در پارلمان با نخبگان دیگر همپایه بود.

## انحلال
امپراتوری در زمان جنگ‌های ناپلئونی، هنگامی که به‌وسیله و فشار ناپلئون، تعدادی از امارت‌های آلمانی همبستگی راین را تشکیل دادند، فروپاشید. این فروپاشی در اصل به صلح وستفالی که به لائیکی و بازشدنِ جهانیِ آلمان منجر شد، برمی‌گردد. سال ۱۸۰۶ امپراتور فرانسیس دوم، که از سال ۱۸۰۴ با نامِ فرانتس یکم پادشاه اتریش نیز خوانده می‌شد تاجِ امپراتوری مقدس روم ملت آلمان را بر زمین گذاشت. بر اساس کنفرانس وین سال ۱۸۱۵، حکومت‌های آلمانی به تشکیلِ یک کنفدراسیون آلمانی اقدام کردند، که نقش بیشترِ آن، زنده نگه‌داشتن لقب و مقام امپراتور بود. با پیشنهاد امپراتوری به فرانتس یکم اتریش، انتظار می‌رفت که وی اختیارات کامل یک فرمانروا را به دست نیاورد، زیرا حامیان آن، امارت‌های کوچک و متوسط بودند که قدرت کمی داشتند؛ بنابراین فرانتس این پیشنهاد را رد کرد. از طرف دیگر اتریش نمی‌خواست که لقب امپراتور به پادشاهان قدرتمند دیگر همچون پادشاهان پروس برسد. به این ترتیب کنفرانس وین به هم خورد بی‌آنکه امپراتور جدیدی تعیین شود و همبستگی آلمان به عنوان یک اتحاد ضعیف بین حکومت‌های آلمانی به‌وجود آمد.